# 슌텐
슌텐(일본어: 舜天, 1166년? ~ 1237년?)은 슌텐 왕통(舜天王統)의 개조(開祖)로 여겨지는 류큐 국왕(재위: 1187년 ~ 1237년)이다. 신호(神號)는 손돈(尊敦)로, 실재를 증명할 동시대 사료가 존재하지 않고 있으나, 그 이름은 16세기경부터 등장하며 《주잔세이칸(中山世鑑)》(1655년)이나 《주산세이호(中山世譜)》(1701년）등 류큐의 정사(正史) 기록에는 류큐 왕조의 초대 국왕으로서 기록되어 있다. 류큐가 일본에 정복당해 일본의 영토로 편입된 뒤, 류큐와 일본이 같은 조상을 모시고 있다는 일류동조론(日流同祖論)에 따라, 슌텐의 정체를 헤이안 시대의 전설적인 무사로 알려진 미나모토노 다메토모(源為朝)의 아들로 보는 설이 널리 퍼지기도 했다.

## 개요
슌텐이라는 이름 자체는 1577년에 류큐 왕조가 세운 국왕송덕비(國王頌德碑)나 우라소에성(浦添城) 앞에 서있는 1597년에 세운 비문에 모두 보이고 있어 이미 16세기에는 실존 인물로 알려져 있었던 것으로 보이며, 1650년대에 편찬된 류큐 왕조의 정사인 《주잔세이칸(中山世鑑)》에서 보다 자세한 내력을 살펴볼 수 있다.
그것에 따르면, 지금의 오키나와섬에는 천제(天帝)의 명으로 하계에 내려온 신 아마미키요(アマミキヨ)의 자손으로 ‘텐손씨(天孫氏)’라 불리는 왕통이 25대에 걸쳐 계속되다가 그만 신하에 의해 텐손씨가 멸망당하여 나라가 어지러워지니, 선정을 행하여 천하를 통일한 것이 당시 우라소에(浦添)의 안사(按司) 벼슬을 맡고 있던 슌텐이었다. 이후 슌텐의 자손은 순바준키(舜馬順煕), 기혼(義本)의 3대에 걸쳐 계속되다가 1259년에 에이소(英祖)에게 양위하였다고 전해지고 있다.
슌텐 왕통의 지배력에 대해서는 오키나와 제도(諸島)에 걸쳐 있었는가에 대한 의문점이 제기되고 있으며, 슌텐은 사실 지금의 거대한 우라소에 성을 중심으로 오키나와 본도(本島)를 중심으로 한 많은 ‘안사’(즉 호족)을 거느린 안사주(按司主)였던 것이 아니냐는 추측도 있다.

## 일류동조론(日琉同祖論)
《주잔세이칸》이나 이야기집 《오모로사우시(おもろさうし)》, 일본 측의 《진제이류큐기(鎮西琉球記)》, 소설 《진세쓰 유미하리즈키(椿説弓張月)》 등에서는 슌텐은 호겐(保元)의 난 때 일본에서 쫓겨난 미나모토노 다메토모(源爲朝)의 아들이라고 적고 있다. 호겐의 난 때 스토쿠 상황 편에 섰다가 이즈(伊豆)로 유배당한 다메토모는 항해 도중에 풍랑을 맞아 지금의 오키나와 섬으로 흘러가게 되었고, 그곳에 정착해 호족이 되었다는 것이다. 《주잔세이칸》에는 다메토모가 상륙한 곳에서 호족 오사토 안지(大里按司)의 여동생과 결혼하여 낳은 아들이 존돈(尊敦), 즉 훗날의 슌텐이며, 존돈은 15세의 나이에 우라소(浦添)의 안지가 되어 천손씨 25세의 재위기에 모반을 일으켜 주산왕(中山王)이 된 리용(利勇)을 토벌하고 22세에 제후들의 추대로 주산의 왕이 되었다. 이것이 류큐 왕조의 초대 국왕이라는 슌텐왕(舜天王)으로 알려져 있으며, 일본 에도(江戶) 시대의 작가 교쿠테이 바킨(曲亭馬琴)은 이 이야기를 모티브로 소설 《진세쓰 유미하리즈키(椿説弓張月)》를 썼다.
일본과 류큐의 기원이 같다는 일류동조론과 관련해 슌텐은 자주 언급되는데, 이 이야기에 근거해 다이쇼(大正) 11년에는 오키나와에 다메토모 상륙 기념비가 지어졌다. 겉에 〈미나모토노 다메토모 공 상륙지지(源為朝公上陸之趾)〉라고 새겨진 비석의 왼쪽 밑에는 이 비를 세우는 데 보탠 도고 헤이하치로(東鄕平八郞)의 이름이 새겨져 있다. 《주잔세이칸》을 편찬한 하네지 츄슈(羽地朝秀)는 류큐 왕국의 셋쇼(攝政)로 취임한 뒤인 1673년 3월의 사치서(仕置書, 명령 전달 및 의견을 기록해 둔 책)에서, 류큐인들의 조상은 일찍이 일본에서 도래했고, 유형·무형의 명사는 일본어와도 통하지만 회화체가 일본과 서로 다른 것은 먼 나라다 보니 교통이 오랫동안 끊어져 있었기 때문에 그러하고, 다메토모가 이 류큐 왕가의 조상이라고 할 뿐만 아니라 류큐인들의 조상은 일본으로부터 온 도래인이라고 말하고 있다.
此国人生初は、日本より為レ渡儀疑無二御座一候。然れば末世の今に、天地山川五形五倫鳥獣草木の名に至る迄皆通達せり。雖レ然言葉の余相違は遠国の上久敷融通為レ絶故也
(현대역)이 나라 사람들의 시초는 일본에서 왔다는 것은 의심할 여지가 없다. 그러하여 말세(末世)의 지금에는 천지 산천의 오형오론(五形五倫)과 조수초목(鳥獣草木)의 이름에 이르기까지 모두가 서로 통달한다. 오직 말의 나머지가 서로 다른 것은 먼 나라가 서로 오랫동안 통하지 못하여 끊어지게 된 까닭이다.

최근 유전자 연구를 통해 오키나와 주민과 규슈(九州) 북부의 주민들은 같은 조상을 가지고 있었음이 밝혀지고 있다. 다카미야 히로시(高宮廣士) 삿포로 대학 교수는, 오키나와 섬 등지에 인간이 이주한 것은 조몬 중기 후반부터 후기 이후로 10세기부터 12세기 무렵에 농경 기술을 가진 사람들이 규슈에서 오키나와로 이주했다고 지적하고 있으며(아사히 신문 2010년 4월 16일자), 근년의 고고학 등의 연구를 포함해 난세이 제도의 주민들의 선조는, 규슈 남부로부터 비교적 늦은 시기(10세기 전후)에 남하해 정주한 사람들이 주체가 되었을 거라고 추정하고 있다.